# Linia kolejowa Sapieżanka – Kowel
Linia kolejowa Sapieżanka – Kowel – linia kolejowa na Ukrainie łącząca stację Sapieżanka ze stacją Kowel. Znajduje się w obwodach lwowskim i wołyńskim. Zarządzana jest przez Kolej Lwowską (oddział ukraińskich kolei państwowych).
Linia na całej długości jest jednotorowa i niezelektryfikowana (z wyjątkiem stacji Kowel, która jest zelektryfikowana).

## Historia
Linia powstała w kilku fragmentach na terenie Austro-Węgier i Rosji. W zaborze austriackim powstał w 1884 odcinek Krystynopol (obecnie Czerwonogród) – Sokal, jako część linii Jarosław - Sokal. W 1908 na terenie zaboru rosyjskiego oddano linię Kowel - Włodzimierz Wołyński. Przed wybuchem I wojny światowej nie istniał odcinek transgraniczny łączący obie koleje.
W 1915, gdy Wołyń znajdował się pod okupacją państw centralnych, zbudowano odcinki Włodzimierz Wołyński - Sokal oraz Krystynopol - Sapieżanka.
W 1918 linia w całości znalazła się w niepodległej Polsce. Po II wojnie światowej ponownie została przedzielona granicą państwową - tym razem polsko-sowiecką. Odcinek Krystynopol  – Sokal – Ulwówek pozostał przy Polsce, jednak nie miał on bezpośredniego połączenia z resztą kraju. Linia, ze względu na zniszczenia wojenne, w pierwszych powojennych latach nie była użytkowana. W 1948 wybudowano linię Hrebenne - Poddębce omijającą tereny radzieckie oraz wyremontowano istniejącą linię Poddębce – Sokal. Renowacja obejmowała m.in. odbudowę 14 mostów i 15 przepustów oraz przekucie torów do rozstawu normalnego (po wcześniejszym przekuciu do rozstawu szerokotorowego podczas okupacji sowieckiej). Uroczyste otwarcie linii nastąpiło 16 listopada 1948. W 1951 w wyniku polsko-sowieckiej umowy o zmianie granic linia w całości znalazła się w granicach ZSRS, a odcinek Hrebenne - Poddębce został zlikwidowany. Pozostała część linii należała do Związku Radzieckiego od 1945.
Od 1991 linia znajduje się na Ukrainie.